# Прапор Малакки

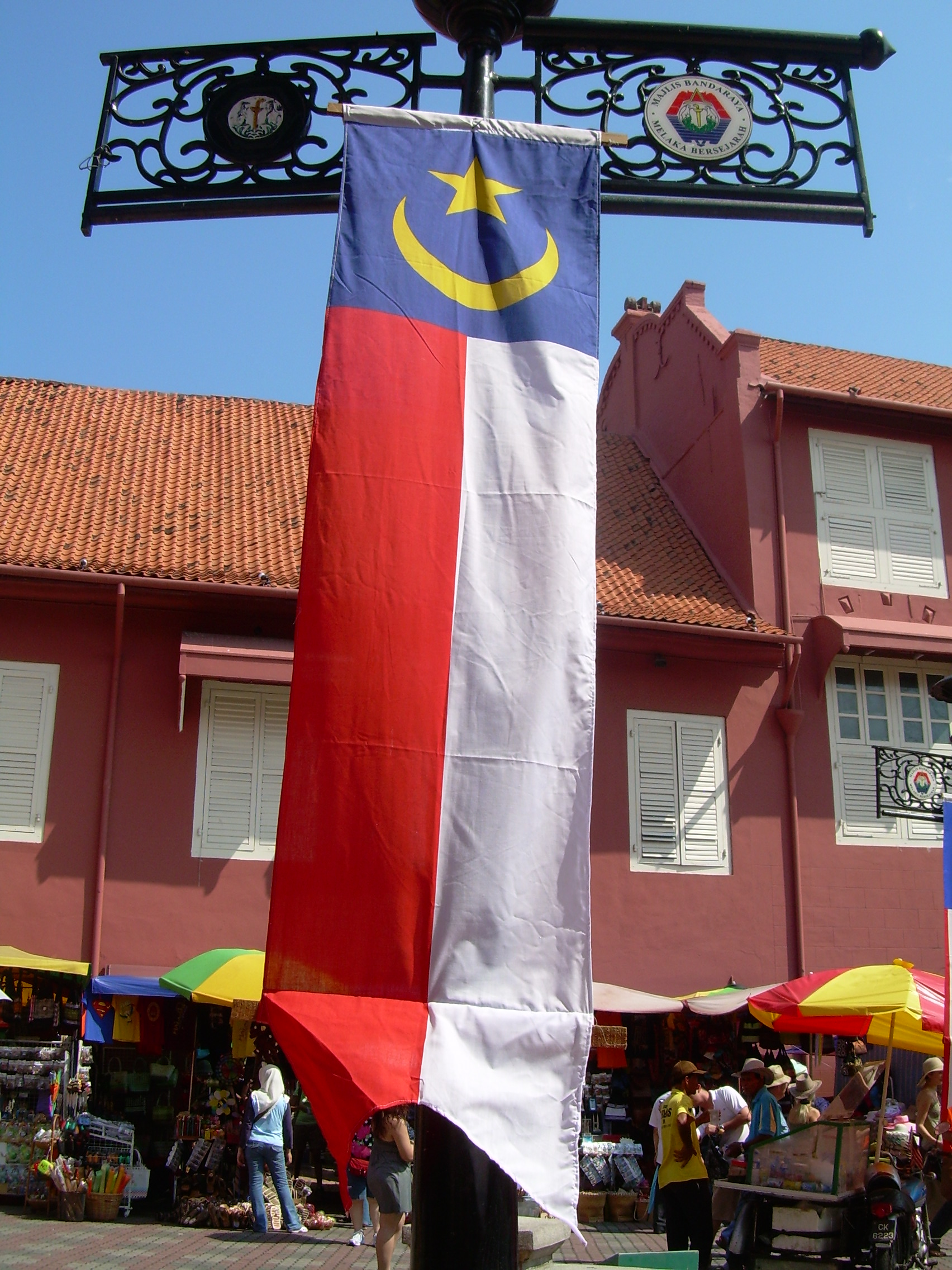
Прапор підняли в комплексі Stadthuys.

Прапор Малакки — прапор малазійського штату Малакка. Червоний, білий, жовтий і синій, які є кольорами прапора Малайзії, також використовуються на прапорі Малакки, щоб підкреслити, що Малакка є державою-членом Малайзії. Зірка та півмісяць символізують іслам, офіційну релігію держави та нації. Верхня ліва чверть має тло королівського синього кольору з жовтим півмісяцем і жовтою п'ятипроменевою зіркою. Верхня права чверть червона, а нижня половина біла. 

## Історичні прапори
| Прапор | Тривалість | Політична організація                          | опис |
| ------ | ---------- | ---------------------------------------------- | --- |
|        | (? - 1511) | Передбачуваний прапор Малакканського султанату | Планісфера Кантіно 1502 року зображує прапор, пов’язаний з містом (написаний як Malaqua ), у вигляді червоного ластівчиного хвоста з чорним півмісяцем.                                                                                      |
|        | 1874-1942  | Стрейтс-Сетлментс                              | Прийнятий після того, як Стрейтс-Сетлментс, який складався з Пенанга, Сінгапуру та Малакки, став колонією британської корони . |
|        | 1946-1957  | Коронна колонія Малакка                        | Прийнятий після розпуску Стрейтс-Сетлментс, коли Малакка стала окремою британською колонією . Малакка приєдналася до Малайського Союзу в 1946 році, а в 1948 році стала частиною Малайської Федерації, яка здобула незалежність у 1957 році. |

## Зовнішні посилання
- Прапор Малакки малайською мовою
- Державний прапор Малакки англійською мовою